# 陈集镇 (东阿县)
陈集镇，原为陈集乡，是中华人民共和国山東省聊城市东阿县下辖的一个乡镇级行政单位。2018年撤乡设镇。区划代码改为371524106。

## 行政区划
陈集镇下辖以下地区：
孙楼村、刘庄村、白庄村、解庄村、前堂村、郎庄村、许楼村、东堂村、于前村、西堂村、赵楼村、于北村、河西王村、姬庄村、曹屯村、六里村、陈店村、周庄村、马棚顶村、西辛村、王凤轩村、姜庄村、张太宁村、任集村、陈集村、朱南村、朱北村、胡庄村、李庙村、胡楼村、张楼村和褚庄村。